# 尼尔森湖国家公园
尼尔森湖国家公园（英語：Nelson Lakes National Park）是新西兰南岛北部的一座国家公园。成立于1956年，面积1020平方千米。主要包括罗托伊蒂湖、罗托罗阿湖以及周边的山谷。公园内盛行露营、远足和垂钓活动。